# Лукич, Никола
Нико́ла Лу́кич (серб. Никола Лукић; род. 14 мая 1990, Белград) — сербский футболист, полузащитник.

## Клубная карьера
Выступал за различные клубы в Сербии, где наиболее успешным был период в «Металац».
В августе 2014 года перешёл в футбольный клуб «Минск». В составе столичной команды сразу закрепился в основе на позиции центрального полузащитника, стал одним из лучших её игроков во второй половине сезона 2014.
В декабре 2014 года продлил контракт с «Минском».
В январе 2016 года стало известно, что Лукич покинет «Минск». В феврале присоединился к словацкому клуба «Земплин», который незадолго до того пополнил другой футболист минчан Александр Сверчинский. В том сезоне также играл за сербский «Вождовац».
В декабре 2016 года вернулся в Белоруссию, подписав двухлетний контракт с минским «Динамо». В первой половине сезона 2017 прочно играл за динамовцев, однако в августе получил травму, из-за которой выбыл до конца сезона. В начале 2018 года был выведен из основной команды и тренировался с дублем. За весь сезон 2018 провел лишь три матча в чемпионате дублеров.
В начале 2019 года вернулся в Сербию, став игроком клуба «Златибор» с Чаецины, однако сыграл за него всего в трех матчах и вскоре покинул команду.